# Categoría Primera A (2012)
I liga kolumbijska w piłce nożnej (2012)
Mistrzem Kolumbii turnieju Apertura został klub Independiente Santa Fe, natomiast wicemistrzem Kolumbii - klub Deportivo Pasto.
Mistrzem Kolumbii turnieju Finalización został klub Millonarios FC, natomiast wicemistrzem Kolumbii - klub Independiente Medellín.
Do Copa Libertadores w roku 2013 zakwalifikowały się następujące kluby:
- Independiente Santa Fe (mistrz Apertura)
- Millonarios FC (mistrz Finalización)
- Tolima Ibagué (najlepszy w Reclasificación 2012)

Do Copa Sudamericana w roku 2013 zakwalifikowały się następujące kluby:
- Atlético Nacional (Copa Colombia 2012)
- La Equidad Bogotá (2. miejsce w Reclasificación 2012)
- Deportivo Pasto (3. miejsce w Reclasificación 2012)
- Itagüí Ditaires (4. miejsce w Reclasificación 2012)

Kluby, które spadły do II ligi:
- Real Cartagena (ostatni w tabeli spadkowej)

Na miejsce spadkowiczów awansowały z drugiej ligi następujące kluby:
- Alianza Petrolera Barrancabermeja - mistrz II ligi

## Torneo Apertura 2012

### Apertura 1
| Data             | Mecz                                         |
| ---------------- | -------------------------------------------- |
| 27 stycznia 2012 | Patriotas Tunja - Tolima Ibagué 0:3          |
| 28 stycznia 2012 | Envigado - Cúcuta 2:2                        |
| 28 stycznia 2012 | Deportivo Pasto - Independiente Medellín 0:0 |
| 28 stycznia 2012 | Once Caldas - Real Cartagena 2:2             |
| 29 stycznia 2012 | Atlético Junior - Quindío Armenia 1:1        |
| 29 stycznia 2012 | La Equidad Bogotá - Itagüí Ditaires 0:0      |
| 29 stycznia 2012 | Atlético Huila - Boyacá Chicó Tunja 3:0      |
| 29 stycznia 2012 | Independiente Santa Fe - Millonarios FC 1:1  |
| 29 stycznia 2012 | Atlético Nacional - Deportivo Cali 4:0       |

### Apertura 2
| Data          | Mecz                                       |
| ------------- | ------------------------------------------ |
| 3 lutego 2012 | Cúcuta - Patriotas Tunja 0:1               |
| 4 lutego 2012 | Itagüí Ditaires - Atlético Nacional 1:0    |
| 4 lutego 2012 | Quindío Armenia - Deportivo Pasto 2:2      |
| 4 lutego 2012 | Deportivo Cali - Once Caldas 2:1           |
| 4 lutego 2012 | Millonarios FC - Atlético Huila 1:1        |
| 5 lutego 2012 | Real Cartagena - Atlético Junior 2:1       |
| 5 lutego 2012 | Boyacá Chicó Tunja - La Equidad Bogotá 1:1 |
| 5 lutego 2012 | Independiente Medellín - Envigado 2:2      |
| 5 lutego 2012 | Tolima Ibagué - Independiente Santa Fe 2:1 |

### Apertura 3
| Data           | Mecz                                         |
| -------------- | -------------------------------------------- |
| 10 lutego 2012 | Atlético Nacional - Boyacá Chicó Tunja 4:0   |
| 11 lutego 2012 | Patriotas Tunja - Independiente Medellín 2:1 |
| 11 lutego 2012 | Atlético Huila - Tolima Ibagué 3:0           |
| 11 lutego 2012 | Independiente Santa Fe - Cúcuta 2:0          |
| 11 lutego 2012 | Real Cartagena - Deportivo Cali 2:2          |
| 12 lutego 2012 | Once Caldas - Itagüí Ditaires 2:2            |
| 12 lutego 2012 | Deportivo Pasto - Atlético Junior 1:1        |
| 12 lutego 2012 | Envigado - Quindío Armenia 3:0               |
| 12 lutego 2012 | La Equidad Bogotá - Millonarios FC 0:1       |

### Apertura 4
| Data           | Mecz                                                |
| -------------- | --------------------------------------------------- |
| 17 lutego 2012 | Atlético Junior - Deportivo Cali 1:0                |
| 18 lutego 2012 | Boyacá Chicó Tunja - Once Caldas 1:0                |
| 18 lutego 2012 | Tolima Ibagué - La Equidad Bogotá 1:1               |
| 18 lutego 2012 | Millonarios FC - Atlético Nacional 2:3              |
| 18 lutego 2012 | Independiente Medellín - Independiente Santa Fe 1:1 |
| 19 lutego 2012 | Itagüí Ditaires - Real Cartagena 3:1                |
| 19 lutego 2012 | Cúcuta - Atlético Huila 1:0                         |
| 19 lutego 2012 | Deportivo Pasto - Envigado 3:1                      |
| 19 lutego 2012 | Quindío Armenia - Patriotas Tunja 1:1               |

### Apertura 5
| Data           | Mecz                                         |
| -------------- | -------------------------------------------- |
| 24 lutego 2012 | Real Cartagena - Boyacá Chicó Tunja 0:0      |
| 25 lutego 2012 | Patriotas Tunja - Deportivo Pasto 0:0        |
| 25 lutego 2012 | Atlético Huila - Independiente Medellín 1:0  |
| 25 lutego 2012 | La Equidad Bogotá - Cúcuta 4:1               |
| 25 lutego 2012 | Once Caldas - Millonarios FC 0:0             |
| 25 lutego 2012 | Atlético Nacional - Tolima Ibagué 0:1        |
| 25 lutego 2012 | Deportivo Cali - Itagüí Ditaires 0:1         |
| 25 lutego 2012 | Envigado - Atlético Junior 2:1               |
| 25 lutego 2012 | Independiente Santa Fe - Quindío Armenia 1:1 |

### Apertura 6
| Data         | Mecz                                           |
| ------------ | ---------------------------------------------- |
| 2 marca 2012 | Atlético Junior - Itagüí Ditaires 2:1          |
| 3 marca 2012 | Boyacá Chicó Tunja - Deportivo Cali 3:1        |
| 3 marca 2012 | Envigado - Patriotas Tunja 2:0                 |
| 3 marca 2012 | Millonarios FC - Real Cartagena 1:1            |
| 3 marca 2012 | Tolima Ibagué - Once Caldas 1:0                |
| 4 marca 2012 | Cúcuta - Atlético Nacional 1:0                 |
| 4 marca 2012 | Deportivo Pasto - Independiente Santa Fe 1:1   |
| 4 marca 2012 | Independiente Medellín - La Equidad Bogotá 0:1 |

### Apertura 7
| Data          | Mecz                                           |
| ------------- | ---------------------------------------------- |
| 9 marca 2012  | Once Caldas - Cúcuta 4:0                       |
| 10 marca 2012 | Atlético Huila - Deportivo Pasto 1:0           |
| 10 marca 2012 | La Equidad Bogotá - Quindío Armenia 2:1        |
| 10 marca 2012 | Itagüí Ditaires - Boyacá Chicó Tunja 1:1       |
| 10 marca 2012 | Deportivo Cali - Millonarios FC 1:0            |
| 10 marca 2012 | Independiente Santa Fe - Envigado 1:1          |
| 11 marca 2012 | Patriotas Tunja - Atlético Junior 2:1          |
| 11 marca 2012 | Real Cartagena - Tolima Ibagué 1:3             |
| 11 marca 2012 | Atlético Nacional - Independiente Medellín 1:2 |

### Apertura 8
| Data          | Mecz                                         |
| ------------- | -------------------------------------------- |
| 16 marca 2012 | Atlético Junior - Boyacá Chicó Tunja 3:1     |
| 17 marca 2012 | Cúcuta - Real Cartagena 0:1                  |
| 17 marca 2012 | Patriotas Tunja - Independiente Santa Fe 0:0 |
| 17 marca 2012 | Quindío Armenia - Atlético Nacional 2:2      |
| 17 marca 2012 | Independiente Medellín - Once Caldas 2:1     |
| 18 marca 2012 | Deportivo Pasto - La Equidad Bogotá 3:1      |
| 18 marca 2012 | Envigado - Atlético Huila 1:1                |
| 18 marca 2012 | Tolima Ibagué - Deportivo Cali 1:1           |
| 18 marca 2012 | Millonarios FC - Itagüí Ditaires 1:0         |

### Apertura 9
| Data          | Mecz                                           |
| ------------- | ---------------------------------------------- |
| 23 marca 2012 | Quindío Armenia - Once Caldas 1:3              |
| 24 marca 2012 | Itagüí Ditaires - Envigado 4:2                 |
| 24 marca 2012 | Boyacá Chicó Tunja - Patriotas Tunja 0:1       |
| 24 marca 2012 | Millonarios FC - Independiente Santa Fe 3:4    |
| 24 marca 2012 | Deportivo Cali - Deportivo Pasto 1:0           |
| 25 marca 2012 | Atlético Junior - Real Cartagena 3:1           |
| 25 marca 2012 | Tolima Ibagué - Atlético Huila 1:1             |
| 25 marca 2012 | Cúcuta - La Equidad Bogotá 0:1                 |
| 25 marca 2012 | Independiente Medellín - Atlético Nacional 1:0 |

### Apertura 10
| Data            | Mecz                                         |
| --------------- | -------------------------------------------- |
| 30 marca 2012   | Real Cartagena - Independiente Medellín 3:2  |
| 31 marca 2012   | Atlético Huila - Patriotas Tunja 3:0         |
| 31 marca 2012   | La Equidad Bogotá - Envigado 1:0             |
| 31 marca 2012   | Independiente Santa Fe - Atlético Junior 2:1 |
| 31 marca 2012   | Deportivo Cali - Cúcuta 1:0                  |
| 1 kwietnia 2012 | Once Caldas - Quindío Armenia 0:0            |
| 1 kwietnia 2012 | Itagüí Ditaires - Tolima Ibagué 2:3          |
| 1 kwietnia 2012 | Boyacá Chicó Tunja - Millonarios FC 1:1      |
| 1 kwietnia 2012 | Atlético Nacional - Deportivo Pasto 0:1      |

### Apertura 11
| Data            | Mecz                                        |
| --------------- | ------------------------------------------- |
| 7 kwietnia 2012 | Quindío Armenia - Real Cartagena 3:2        |
| 7 kwietnia 2012 | Deportivo Pasto - Once Caldas 4:1           |
| 7 kwietnia 2012 | Envigado - Atlético Nacional 0:0            |
| 7 kwietnia 2012 | Tolima Ibagué - Boyacá Chicó Tunja 2:2      |
| 7 kwietnia 2012 | Independiente Santa Fe - Atlético Huila 4:0 |
| 8 kwietnia 2012 | Atlético Junior - Millonarios FC 1:3        |
| 8 kwietnia 2012 | Cúcuta - Itagüí Ditaires 0:1                |
| 8 kwietnia 2012 | Patriotas Tunja - La Equidad Bogotá 0:2     |
| 8 kwietnia 2012 | Independiente Medellín - Deportivo Cali 0:1 |

### Apertura 12
| Data             | Mecz                                           |
| ---------------- | ---------------------------------------------- |
| 13 kwietnia 2012 | Deportivo Cali - Quindío Armenia 1:1           |
| 14 kwietnia 2012 | Itagüí Ditaires - Independiente Medellín 1:1   |
| 14 kwietnia 2012 | Boyacá Chicó Tunja - Cúcuta 5:2                |
| 14 kwietnia 2012 | Atlético Huila - Atlético Junior 1:3           |
| 15 kwietnia 2012 | La Equidad Bogotá - Independiente Santa Fe 0:1 |
| 15 kwietnia 2012 | Once Caldas - Envigado 1:1                     |
| 15 kwietnia 2012 | Real Cartagena - Deportivo Pasto 1:1           |
| 15 kwietnia 2012 | Atlético Nacional - Patriotas Tunja 1:0        |

### Apertura 13
| Data             | Mecz                                            |
| ---------------- | ----------------------------------------------- |
| 20 kwietnia 2012 | Atlético Huila - La Equidad Bogotá 0:0          |
| 21 kwietnia 2012 | Envigado - Real Cartagena 1:0                   |
| 21 kwietnia 2012 | Patriotas Tunja - Once Caldas 1:0               |
| 21 kwietnia 2012 | Atlético Junior - Tolima Ibagué 1:2             |
| 21 kwietnia 2012 | Quindío Armenia - Itagüí Ditaires 2:1           |
| 22 kwietnia 2012 | Independiente Medellín - Boyacá Chicó Tunja 0:3 |
| 22 kwietnia 2012 | Deportivo Pasto - Deportivo Cali 1:1            |
| 22 kwietnia 2012 | Cúcuta - Millonarios FC 2:1                     |
| 25 kwietnia 2012 | Independiente Santa Fe - Atlético Nacional 2:2  |

### Apertura 14
| Data             | Mecz                                        |
| ---------------- | ------------------------------------------- |
| 27 kwietnia 2012 | La Equidad Bogotá - Atlético Junior 0:0     |
| 28 kwietnia 2012 | Itagüí Ditaires - Deportivo Pasto 3:0       |
| 28 kwietnia 2012 | Boyacá Chicó Tunja - Quindío Armenia 2:0    |
| 28 kwietnia 2012 | Millonarios FC - Independiente Medellín 2:1 |
| 28 kwietnia 2012 | Atlético Nacional - Atlético Huila 1:2      |
| 29 kwietnia 2012 | Real Cartagena - Patriotas Tunja 2:2        |
| 29 kwietnia 2012 | Deportivo Cali - Envigado 1:1               |
| 29 kwietnia 2012 | Tolima Ibagué - Cúcuta 3:0                  |
| 29 kwietnia 2012 | Once Caldas - Independiente Santa Fe 2:2    |

### Apertura 15
| Data        | Mecz                                        |
| ----------- | ------------------------------------------- |
| 4 maja 2012 | La Equidad Bogotá - Atlético Nacional 3:2   |
| 5 maja 2012 | Envigado - Itagüí Ditaires 1:2              |
| 5 maja 2012 | Patriotas Tunja - Deportivo Cali 1:0        |
| 5 maja 2012 | Independiente Santa Fe - Real Cartagena 5:0 |
| 5 maja 2012 | Atlético Huila - Once Caldas 3:2            |
| 6 maja 2012 | Deportivo Pasto - Boyacá Chicó Tunja 2:0    |
| 6 maja 2012 | Atlético Junior - Cúcuta 4:0                |
| 6 maja 2012 | Independiente Medellín - Tolima Ibagué 0:1  |
| 6 maja 2012 | Quindío Armenia - Millonarios FC 2:2        |

### Apertura 16
| Data         | Mecz                                        |
| ------------ | ------------------------------------------- |
| 11 maja 2012 | Once Caldas - La Equidad Bogotá 1:1         |
| 12 maja 2012 | Itagüí Ditaires - Patriotas Tunja 1:1       |
| 12 maja 2012 | Boyacá Chicó Tunja - Envigado 4:1           |
| 12 maja 2012 | Deportivo Cali - Independiente Santa Fe 2:0 |
| 12 maja 2012 | Millonarios FC - Deportivo Pasto 1:2        |
| 13 maja 2012 | Real Cartagena - Atlético Huila 1:0         |
| 13 maja 2012 | Tolima Ibagué - Quindío Armenia 2:0         |
| 13 maja 2012 | Cúcuta - Independiente Medellín 1:2         |
| 13 maja 2012 | Atlético Nacional - Atlético Junior 3:1     |

### Apertura 17
| Data         | Mecz                                         |
| ------------ | -------------------------------------------- |
| 18 maja 2012 | Quindío Armenia - Cúcuta 1:0                 |
| 19 maja 2012 | Patriotas Tunja - Boyacá Chicó Tunja 0:0     |
| 19 maja 2012 | La Equidad Bogotá - Real Cartagena 1:1       |
| 19 maja 2012 | Deportivo Pasto - Tolima Ibagué 1:1          |
| 19 maja 2012 | Independiente Santa Fe - Itagüí Ditaires 1:0 |
| 20 maja 2012 | Atlético Huila - Deportivo Cali 1:1          |
| 20 maja 2012 | Atlético Nacional - Once Caldas 1:0          |
| 20 maja 2012 | Envigado - Millonarios FC 1:1                |
| 20 maja 2012 | Atlético Junior - Independiente Medellín 1:0 |

### Apertura 18
| Data         | Mecz                                            |
| ------------ | ----------------------------------------------- |
| 26 maja 2012 | Independiente Medellín - Quindío Armenia 2:2    |
| 26 maja 2012 | Tolima Ibagué - Envigado 0:1                    |
| 27 maja 2012 | Once Caldas - Atlético Junior 2:2               |
| 27 maja 2012 | Real Cartagena - Atlético Nacional 1:1          |
| 27 maja 2012 | Itagüí Ditaires - Atlético Huila 1:0            |
| 27 maja 2012 | Boyacá Chicó Tunja - Independiente Santa Fe 2:0 |
| 27 maja 2012 | Millonarios FC - Patriotas Tunja 0:1            |
| 27 maja 2012 | Cúcuta - Deportivo Pasto 2:2                    |
| 27 maja 2012 | Deportivo Cali - La Equidad Bogotá 3:0          |

### Tabela końcowa turnieju Apertura 2012
| Poz | Klub                   | Mecze | Zw | Rem | Por | Pkt | BrZd | BrStr |
| --- | ---------------------- | ----- | -- | --- | --- | --- | ---- | ----- |
| 1   | Tolima Ibagué          | 18    | 10 | 6   | 2   | 36  | 28   | 16    |
| 2   | Independiente Santa Fe | 18    | 7  | 8   | 3   | 29  | 29   | 19    |
| 3   | Itagüí Ditaires        | 18    | 8  | 5   | 5   | 29  | 25   | 18    |
| 4   | Atlético Huila         | 18    | 8  | 5   | 5   | 29  | 23   | 17    |
| 5   | La Equidad Bogotá      | 18    | 7  | 7   | 4   | 28  | 19   | 16    |
| 6   | Deportivo Pasto        | 18    | 6  | 9   | 3   | 27  | 24   | 18    |
| 7   | Boyacá Chicó Tunja     | 18    | 7  | 6   | 5   | 27  | 26   | 22    |
| 8   | Deportivo Cali         | 18    | 7  | 6   | 5   | 27  | 19   | 18    |
| 9   | Patriotas Tunja        | 18    | 7  | 6   | 5   | 27  | 13   | 17    |
| 10  | Atlético Junior        | 18    | 7  | 4   | 7   | 25  | 28   | 24    |
| 11  | Envigado               | 18    | 5  | 8   | 5   | 23  | 23   | 24    |
| 12  | Atlético Nacional      | 18    | 6  | 4   | 8   | 22  | 25   | 20    |
| 13  | Millonarios FC         | 18    | 4  | 8   | 6   | 20  | 22   | 23    |
| 14  | Real Cartagena         | 18    | 4  | 8   | 6   | 20  | 22   | 31    |
| 15  | Quindío Armenia        | 18    | 3  | 9   | 6   | 18  | 20   | 29    |
| 16  | Independiente Medellín | 18    | 4  | 5   | 9   | 17  | 17   | 24    |
| 17  | Once Caldas            | 18    | 2  | 8   | 8   | 14  | 22   | 26    |
| 18  | Cúcuta                 | 18    | 3  | 2   | 13  | 11  | 12   | 35    |

## Apertura Cuadrangulares

### Grupa A

#### Kolejka 1
| Data            | Mecz                                 |
| --------------- | ------------------------------------ |
| 13 czerwca 2012 | Deportivo Pasto - Deportivo Cali 1:1 |
| 13 czerwca 2012 | Atlético Huila - Tolima Ibagué 0:1   |

#### Kolejka 2
| Data            | Mecz                                |
| --------------- | ----------------------------------- |
| 16 czerwca 2012 | Deportivo Cali - Atlético Huila 2:1 |
| 16 czerwca 2012 | Tolima Ibagué - Deportivo Pasto 0:1 |

#### Kolejka 3
| Data            | Mecz                                 |
| --------------- | ------------------------------------ |
| 24 czerwca 2012 | Deportivo Pasto - Atlético Huila 1:1 |
| 24 czerwca 2012 | Deportivo Cali - Tolima Ibagué 1:1   |

#### Kolejka 4
| Data            | Mecz                                 |
| --------------- | ------------------------------------ |
| 30 czerwca 2012 | Tolima Ibagué - Deportivo Cali 1:0   |
| 30 czerwca 2012 | Atlético Huila - Deportivo Pasto 0:1 |

#### Kolejka 5
| Data         | Mecz                                |
| ------------ | ----------------------------------- |
| 4 lipca 2012 | Deportivo Pasto - Tolima Ibagué 3:1 |
| 4 lipca 2012 | Atlético Huila - Deportivo Cali 0:1 |

#### Kolejka 6
| Data         | Mecz                                 |
| ------------ | ------------------------------------ |
| 8 lipca 2012 | Deportivo Cali - Deportivo Pasto 3:0 |
| 8 lipca 2012 | Tolima Ibagué - Atlético Huila 2:0   |

#### Tabela grupy A
| Poz | Klub            | Mecze | Zw | Rem | Por | Pkt | BrZd | BrStr |
| --- | --------------- | ----- | -- | --- | --- | --- | ---- | ----- |
| 1   | Deportivo Pasto | 6     | 3  | 2   | 1   | 11  | 7    | 6     |
| 2   | Deportivo Cali  | 6     | 3  | 2   | 1   | 11  | 8    | 4     |
| 3   | Tolima Ibagué   | 6     | 3  | 1   | 2   | 10  | 6    | 5     |
| 4   | Atlético Huila  | 6     | 0  | 1   | 5   | 1   | 2    | 8     |

### Grupa B

#### Kolejka 1
| Data            | Mecz                                            |
| --------------- | ----------------------------------------------- |
| 14 czerwca 2012 | Itagüí Ditaires - La Equidad Bogotá 1:1         |
| 14 czerwca 2012 | Independiente Santa Fe - Boyacá Chicó Tunja 1:0 |

#### Kolejka 2
| Data            | Mecz                                           |
| --------------- | ---------------------------------------------- |
| 17 czerwca 2012 | Boyacá Chicó Tunja - Itagüí Ditaires 0:1       |
| 17 czerwca 2012 | La Equidad Bogotá - Independiente Santa Fe 2:2 |

#### Kolejka 3
| Data            | Mecz                                         |
| --------------- | -------------------------------------------- |
| 23 czerwca 2012 | Itagüí Ditaires - Independiente Santa Fe 0:1 |
| 23 czerwca 2012 | La Equidad Bogotá - Boyacá Chicó Tunja 3:1   |

#### Kolejka 4
| Data         | Mecz                                         |
| ------------ | -------------------------------------------- |
| 1 lipca 2012 | Boyacá Chicó Tunja - La Equidad Bogotá 2:1   |
| 1 lipca 2012 | Independiente Santa Fe - Itagüí Ditaires 2:1 |

#### Kolejka 5
| Data         | Mecz                                           |
| ------------ | ---------------------------------------------- |
| 5 lipca 2012 | Independiente Santa Fe - La Equidad Bogotá 2:1 |
| 5 lipca 2012 | Itagüí Ditaires - Boyacá Chicó Tunja 0:1       |

#### Kolejka 6
| Data         | Mecz                                            |
| ------------ | ----------------------------------------------- |
| 8 lipca 2012 | La Equidad Bogotá - Itagüí Ditaires 2:1         |
| 8 lipca 2012 | Boyacá Chicó Tunja - Independiente Santa Fe 2:2 |

#### Tabela grupy B
| Poz | Klub                   | Mecze | Zw | Rem | Por | Pkt | BrZd | BrStr |
| --- | ---------------------- | ----- | -- | --- | --- | --- | ---- | ----- |
| 1   | Independiente Santa Fe | 6     | 4  | 2   | 0   | 14  | 10   | 6     |
| 2   | La Equidad Bogotá      | 6     | 2  | 2   | 2   | 8   | 10   | 9     |
| 3   | Boyacá Chicó Tunja     | 6     | 2  | 1   | 3   | 7   | 6    | 8     |
| 4   | Itagüí Ditaires        | 6     | 1  | 1   | 4   | 4   | 4    | 7     |

## Apertura Finalisima
| Deportivo Pasto - Independiente Santa Fe 1:1 i 0:1 |
| 11 lipca 2012 Deportivo Pasto - Independiente Santa Fe 1:1 (1:1) Sędzia: Luis Sánchez Bramki: 1:0 Kévin Rendón 25, 1:1 Julián Quiñones 44 Asociación Deportivo Pasto (trener Flabio Torres): José Fernando Cuadrado - Juan Carlos Mosquera, Wilson Galeano, Marino García, Gilberto García (13 Mauricio Mina, 65 Víctor Manuel Zapata), Kévin Rendón - Carlos Giraldo (k), Omar Andrés Rodríguez, Oscar Iván Méndez, René Rosero (78 Sebastián Villota) - Edwards Jiménez Club Independiente Santa Fe (trener Wilson Gutiérrez): Camilo Vargas - Julián Quiñones, Germán Centurión, Francisco Meza - Sergio Otálvaro, Juan Daniel Roa, Gerardo Bedoya, Luis Carlos Arias (86 Yulian Anchico), Omar Sebastián Pérez (k) - Jonathan Copete (82 Edwin Cardona), Diego Cabrera      |
| 15 lipca 2012 Independiente Santa Fe - Deportivo Pasto 1:0 (0:0) Sędzia: Wilmar Roldán Bramki: 1:0 Jonathan Copete 70 Club Independiente Santa Fe (trener Wilson Gutiérrez): Camilo Vargas - Sergio Otálvaro, Julián Quiñones, Francisco Meza, Yulian Anchico (69 Edwin Cardona) - Luis Carlos Arias, Daniel Alejandro Torres, Juan Daniel Roa, Omar Sebastián Pérez (k) - Jonathan Copete (81 Óscar Rodas), Diego Cabrera (83 Mario Gómez) Asociación Deportivo Pasto (trener Flabio Torres): José Fernando Cuadrado - Juan Carlos Mosquera, Marino García, John Jairo Montaño, Gilberto García - Kévin Rendón (74 Mauricio Mina), Carlos Giraldo (k, 75 Sebastián Villota), Omar Andrés Rodríguez, Oscar Iván Méndez (50 Víctor Manuel Zapata), René Rosero - Edwards Jiménez |

Mistrzem Kolumbii turnieju Apertura został klub Independiente Santa Fe, natomiast wicemistrzem - klub Deportivo Pasto.

## Torneo Finalización 2012

### Kolejka 1
| Data          | Mecz                                         |
| ------------- | -------------------------------------------- |
| 27 lipca 2012 | Tolima Ibagué - Patriotas Tunja 2:1          |
| 28 lipca 2012 | Cúcuta - Envigado 2:1                        |
| 28 lipca 2012 | Real Cartagena - Once Caldas 1:2             |
| 28 lipca 2012 | Deportivo Cali - Atlético Nacional 3:1       |
| 28 lipca 2012 | Independiente Medellín - Deportivo Pasto 1:0 |
| 29 lipca 2012 | Boyacá Chicó Tunja - Atlético Huila 2:0      |
| 29 lipca 2012 | Itagüí Ditaires - La Equidad Bogotá 3:0      |
| 29 lipca 2012 | Quindío Armenia - Atlético Junior 0:0        |
| 29 lipca 2012 | Millonarios FC - Independiente Santa Fe 2:0  |

### Kolejka 2
| Data            | Mecz                                       |
| --------------- | ------------------------------------------ |
| 3 sierpnia 2012 | Deportivo Pasto - Quindío Armenia 3:0      |
| 4 sierpnia 2012 | Patriotas Tunja - Cúcuta 1:1               |
| 4 sierpnia 2012 | Atlético Junior - Real Cartagena 1:0       |
| 4 sierpnia 2012 | Once Caldas - Deportivo Cali 1:0           |
| 4 sierpnia 2012 | Envigado - Independiente Medellín 1:0      |
| 5 sierpnia 2012 | Atlético Huila - Millonarios FC 0:4        |
| 5 sierpnia 2012 | Independiente Santa Fe - Tolima Ibagué 2:1 |
| 5 sierpnia 2012 | La Equidad Bogotá - Boyacá Chicó Tunja 1:1 |
| 5 sierpnia 2012 | Atlético Nacional - Itagüí Ditaires 1:1    |

### Kolejka 3
| Data             | Mecz                                         |
| ---------------- | -------------------------------------------- |
| 10 sierpnia 2012 | Quindío Armenia - Envigado 1:0               |
| 11 sierpnia 2012 | Itagüí Ditaires - Once Caldas 1:0            |
| 11 sierpnia 2012 | Tolima Ibagué - Atlético Huila 1:1           |
| 11 sierpnia 2012 | Millonarios FC - La Equidad Bogotá 2:0       |
| 11 sierpnia 2012 | Atlético Junior - Deportivo Pasto 2:0        |
| 12 sierpnia 2012 | Boyacá Chicó Tunja - Atlético Nacional 1:1   |
| 12 sierpnia 2012 | Deportivo Cali - Real Cartagena 2:0          |
| 14 sierpnia 2012 | Cúcuta - Independiente Santa Fe 4:0          |
| 15 sierpnia 2012 | Independiente Medellín - Patriotas Tunja 2:0 |

### Kolejka 4
| Data             | Mecz                                                |
| ---------------- | --------------------------------------------------- |
| 17 sierpnia 2012 | Atlético Huila - Cúcuta 0:0                         |
| 18 sierpnia 2012 | Patriotas Tunja - Quindío Armenia 2:2               |
| 18 sierpnia 2012 | Independiente Santa Fe - Independiente Medellín 1:1 |
| 18 sierpnia 2012 | Envigado - Deportivo Pasto 1:2                      |
| 18 sierpnia 2012 | Atlético Nacional - Millonarios FC 0:0              |
| 19 sierpnia 2012 | Real Cartagena - Itagüí Ditaires 3:1                |
| 19 sierpnia 2012 | Deportivo Cali - Atlético Junior 1:1                |
| 19 sierpnia 2012 | La Equidad Bogotá - Tolima Ibagué 1:0               |
| 19 sierpnia 2012 | Once Caldas - Boyacá Chicó Tunja 5:2                |

### Kolejka 5
| Data             | Mecz                                         |
| ---------------- | -------------------------------------------- |
| 24 sierpnia 2012 | Independiente Medellín - Atlético Huila 0:0  |
| 25 sierpnia 2012 | Itagüí Ditaires - Deportivo Cali 2:0         |
| 25 sierpnia 2012 | Tolima Ibagué - Atlético Nacional 1:3        |
| 25 sierpnia 2012 | Deportivo Pasto - Patriotas Tunja 1:1        |
| 25 sierpnia 2012 | Quindío Armenia - Independiente Santa Fe 1:0 |
| 25 sierpnia 2012 | Atlético Junior - Envigado 2:0               |
| 26 sierpnia 2012 | Cúcuta - La Equidad Bogotá 1:3               |
| 26 sierpnia 2012 | Millonarios FC - Once Caldas 2:1             |
| 26 sierpnia 2012 | Boyacá Chicó Tunja - Real Cartagena 3:0      |

### Kolejka 6
| Data             | Mecz                                           |
| ---------------- | ---------------------------------------------- |
| 28 sierpnia 2012 | Atlético Huila - Quindío Armenia 0:1           |
| 28 sierpnia 2012 | Independiente Santa Fe - Deportivo Pasto 2:0   |
| 29 sierpnia 2012 | Itagüí Ditaires - Atlético Junior 1:1          |
| 29 sierpnia 2012 | La Equidad Bogotá - Independiente Medellín 1:3 |
| 29 sierpnia 2012 | Deportivo Cali - Boyacá Chicó Tunja 2:3        |
| 29 sierpnia 2012 | Real Cartagena - Millonarios FC 0:2            |
| 29 sierpnia 2012 | Atlético Nacional - Cúcuta 1:1                 |
| 8 września 2012  | Once Caldas - Tolima Ibagué 0:1                |
| 9 września 2012  | Patriotas Tunja - Envigado 1:2                 |

### Kolejka 7
| Data             | Mecz                                           |
| ---------------- | ---------------------------------------------- |
| 31 sierpnia 2012 | Deportivo Pasto - Atlético Huila 3:1           |
| 1 września 2012  | Cúcuta - Once Caldas 4:1                       |
| 1 września 2012  | Envigado - Independiente Santa Fe 1:1          |
| 1 września 2012  | Independiente Medellín - Atlético Nacional 0:3 |
| 2 września 2012  | Atlético Junior - Patriotas Tunja 4:3          |
| 2 września 2012  | Millonarios FC - Deportivo Cali 0:0            |
| 2 września 2012  | Tolima Ibagué - Real Cartagena 2:1             |
| 2 września 2012  | Quindío Armenia - La Equidad Bogotá 1:1        |
| 19 września 2012 | Boyacá Chicó Tunja - Itagüí Ditaires 1:1       |

### Kolejka 8
| Data             | Mecz                                         |
| ---------------- | -------------------------------------------- |
| 14 września 2012 | Deportivo Cali - Tolima Ibagué 1:3           |
| 15 września 2012 | Itagüí Ditaires - Millonarios FC 1:0         |
| 15 września 2012 | Once Caldas - Independiente Medellín 0:1     |
| 15 września 2012 | La Equidad Bogotá - Deportivo Pasto 2:0      |
| 15 września 2012 | Atlético Huila - Envigado 1:0                |
| 16 września 2012 | Atlético Nacional - Quindío Armenia 1:1      |
| 16 września 2012 | Real Cartagena - Cúcuta 0:1                  |
| 16 września 2012 | Independiente Santa Fe - Patriotas Tunja 2:1 |
| 16 września 2012 | Boyacá Chicó Tunja - Atlético Junior 1:1     |

### Kolejka 9
| Data             | Mecz                                           |
| ---------------- | ---------------------------------------------- |
| 21 września 2012 | Once Caldas - Quindío Armenia 1:3              |
| 22 września 2012 | Patriotas Tunja - Boyacá Chicó Tunja 1:0       |
| 22 września 2012 | Independiente Santa Fe - Millonarios FC 1:2    |
| 22 września 2012 | Atlético Huila - Tolima Ibagué 0:0             |
| 22 września 2012 | Deportivo Pasto - Deportivo Cali 3:0           |
| 23 września 2012 | Atlético Nacional - Independiente Medellín 2:2 |
| 23 września 2012 | Real Cartagena - Atlético Junior 1:3           |
| 23 września 2012 | La Equidad Bogotá - Cúcuta 3:1                 |
| 23 września 2012 | Envigado - Itagüí Ditaires 0:0                 |

### Kolejka 10
| Data             | Mecz                                         |
| ---------------- | -------------------------------------------- |
| 26 września 2012 | Cúcuta - Deportivo Cali 1:2                  |
| 26 września 2012 | Envigado - La Equidad Bogotá 1:1             |
| 26 września 2012 | Independiente Medellín - Real Cartagena 5:0  |
| 26 września 2012 | Patriotas Tunja - Atlético Huila 1:0         |
| 26 września 2012 | Atlético Junior - Independiente Santa Fe 1:1 |
| 26 września 2012 | Quindío Armenia - Once Caldas 0:1            |
| 26 września 2012 | Tolima Ibagué - Itagüí Ditaires 1:2          |
| 26 września 2012 | Millonarios FC - Boyacá Chicó Tunja 0:1      |
| 27 września 2012 | Deportivo Pasto - Atlético Nacional 0:2      |

### Kolejka 11
| Data             | Mecz                                        |
| ---------------- | ------------------------------------------- |
| 29 września 2012 | Real Cartagena - Quindío Armenia 2:1        |
| 29 września 2012 | Boyacá Chicó Tunja - Tolima Ibagué 1:1      |
| 29 września 2012 | Millonarios FC - Atlético Junior 2:0        |
| 29 września 2012 | Deportivo Cali - Independiente Medellín 2:0 |
| 30 września 2012 | La Equidad Bogotá - Patriotas Tunja 2:1     |
| 30 września 2012 | Itagüí Ditaires - Cúcuta 0:0                |
| 30 września 2012 | Atlético Nacional - Envigado 1:0            |
| 30 września 2012 | Atlético Huila - Independiente Santa Fe 2:0 |
| 30 września 2012 | Once Caldas - Deportivo Pasto 2:1           |

### Kolejka 12
| Data                 | Mecz                                           |
| -------------------- | ---------------------------------------------- |
| 3 października 2012  | Cúcuta - Boyacá Chicó Tunja 2:0                |
| 3 października 2012  | Envigado - Once Caldas 2:1                     |
| 3 października 2012  | Quindío Armenia - Deportivo Cali 2:1           |
| 3 października 2012  | Independiente Medellín - Itagüí Ditaires 0:1   |
| 3 października 2012  | Atlético Junior - Atlético Huila 4:0           |
| 3 października 2012  | Deportivo Pasto - Real Cartagena 0:0           |
| 3 października 2012  | Patriotas Tunja - Atlético Nacional 0:3        |
| 4 października 2012  | Independiente Santa Fe - La Equidad Bogotá 1:2 |
| 25 października 2012 | Tolima Ibagué - Millonarios FC 0:0             |

### Kolejka 13
| Data                | Mecz                                            |
| ------------------- | ----------------------------------------------- |
| 6 października 2012 | Tolima Ibagué - Atlético Junior 2:2             |
| 6 października 2012 | Millonarios FC - Cúcuta 1:0                     |
| 6 października 2012 | Real Cartagena - Envigado 2:3                   |
| 6 października 2012 | Deportivo Cali - Deportivo Pasto 0:1            |
| 7 października 2012 | Itagüí Ditaires - Quindío Armenia 4:0           |
| 7 października 2012 | Atlético Nacional - Independiente Santa Fe 2:2  |
| 7 października 2012 | Boyacá Chicó Tunja - Independiente Medellín 1:0 |
| 7 października 2012 | Once Caldas - Patriotas Tunja 1:1               |
| 7 października 2012 | La Equidad Bogotá - Atlético Huila 5:1          |

### Kolejka 14
| Data                 | Mecz                                        |
| -------------------- | ------------------------------------------- |
| 13 października 2012 | Cúcuta - Tolima Ibagué 0:5                  |
| 13 października 2012 | Atlético Huila - Atlético Nacional 0:0      |
| 13 października 2012 | Deportivo Pasto - Itagüí Ditaires 1:1       |
| 13 października 2012 | Quindío Armenia - Boyacá Chicó Tunja 4:1    |
| 14 października 2012 | Independiente Medellín - Millonarios FC 1:1 |
| 14 października 2012 | Independiente Santa Fe - Once Caldas 2:0    |
| 14 października 2012 | Patriotas Tunja - Real Cartagena 1:1        |
| 14 października 2012 | Envigado - Deportivo Cali 0:0               |
| 17 października 2012 | Atlético Junior - La Equidad Bogotá 0:0     |

### Kolejka 15
| Data                 | Mecz                                        |
| -------------------- | ------------------------------------------- |
| 19 października 2012 | Real Cartagena - Independiente Santa Fe 2:1 |
| 20 października 2012 | Itagüí Ditaires - Envigado 1:1              |
| 20 października 2012 | Millonarios FC - Quindío Armenia 2:1        |
| 20 października 2012 | Deportivo Cali - Patriotas Tunja 3:0        |
| 20 października 2012 | Boyacá Chicó Tunja - Deportivo Pasto 1:1    |
| 21 października 2012 | Cúcuta - Atlético Junior 1:1                |
| 21 października 2012 | Tolima Ibagué - Independiente Medellín 2:1  |
| 21 października 2012 | Atlético Nacional - La Equidad Bogotá 0:0   |
| 21 października 2012 | Once Caldas - Atlético Huila 3:1            |

### Kolejka 16
| Data                 | Mecz                                        |
| -------------------- | ------------------------------------------- |
| 26 października 2012 | La Equidad Bogotá - Once Caldas 1:0         |
| 27 października 2012 | Envigado - Boyacá Chicó Tunja 0:0           |
| 27 października 2012 | Independiente Santa Fe - Deportivo Cali 1:0 |
| 27 października 2012 | Patriotas Tunja - Itagüí Ditaires 1:0       |
| 27 października 2012 | Atlético Junior - Atlético Nacional 1:0     |
| 28 października 2012 | Independiente Medellín - Cúcuta 1:1         |
| 28 października 2012 | Atlético Huila - Real Cartagena 1:1         |
| 28 października 2012 | Deportivo Pasto - Millonarios FC 3:1        |
| 28 października 2012 | Quindío Armenia - Tolima Ibagué 1:2         |

### Kolejka 17
| Data             | Mecz                                         |
| ---------------- | -------------------------------------------- |
| 3 listopada 2012 | Itagüí Ditaires - Independiente Santa Fe 0:0 |
| 3 listopada 2012 | Millonarios FC - Envigado 2:0                |
| 3 listopada 2012 | Once Caldas - Atlético Nacional 0:2          |
| 3 listopada 2012 | Tolima Ibagué - Deportivo Pasto 2:1          |
| 4 listopada 2012 | Cúcuta - Quindío Armenia 1:0                 |
| 4 listopada 2012 | Boyacá Chicó Tunja - Patriotas Tunja 0:1     |
| 4 listopada 2012 | Real Cartagena - La Equidad Bogotá 0:2       |
| 4 listopada 2012 | Independiente Medellín - Atlético Junior 2:1 |
| 4 listopada 2012 | Deportivo Cali - Atlético Huila 3:2          |

### Kolejka 18
| Data              | Mecz                                            |
| ----------------- | ----------------------------------------------- |
| 10 listopada 2012 | Patriotas Tunja - Millonarios FC 0:2            |
| 10 listopada 2012 | Atlético Junior - Once Caldas 2:0               |
| 10 listopada 2012 | La Equidad Bogotá - Deportivo Cali 1:1          |
| 10 listopada 2012 | Atlético Huila - Itagüí Ditaires 2:3            |
| 10 listopada 2012 | Envigado - Tolima Ibagué 2:0                    |
| 10 listopada 2012 | Atlético Nacional - Real Cartagena 2:1          |
| 11 listopada 2012 | Independiente Santa Fe - Boyacá Chicó Tunja 1:0 |
| 11 listopada 2012 | Deportivo Pasto - Cúcuta 2:1                    |
| 11 listopada 2012 | Quindío Armenia - Independiente Medellín 1:3    |

### Tabela końcowa turnieju Finalización 2012
| Poz | Klub                   | Mecze | Zw | Rem | Por | Pkt | BrZd | BrStr |
| --- | ---------------------- | ----- | -- | --- | --- | --- | ---- | ----- |
| 1   | Millonarios FC         | 18    | 11 | 4   | 3   | 37  | 25   | 9     |
| 2   | La Equidad Bogotá      | 18    | 9  | 6   | 3   | 33  | 26   | 17    |
| 3   | Atlético Junior        | 18    | 8  | 8   | 2   | 32  | 27   | 14    |
| 4   | Itagüí Ditaires        | 18    | 8  | 8   | 2   | 32  | 23   | 12    |
| 5   | Atlético Nacional      | 18    | 7  | 9   | 2   | 30  | 25   | 14    |
| 6   | Tolima Ibagué          | 18    | 8  | 5   | 5   | 29  | 27   | 19    |
| 7   | Independiente Medellín | 18    | 7  | 5   | 6   | 26  | 23   | 18    |
| 8   | Deportivo Pasto        | 18    | 7  | 4   | 7   | 25  | 22   | 20    |
| 9   | Cúcuta                 | 18    | 6  | 6   | 6   | 24  | 22   | 22    |
| 10  | Independiente Santa Fe | 18    | 6  | 5   | 7   | 23  | 18   | 22    |
| 11  | Deportivo Cali         | 18    | 6  | 4   | 8   | 22  | 21   | 22    |
| 12  | Boyacá Chicó Tunja     | 18    | 5  | 7   | 6   | 22  | 19   | 22    |
| 13  | Quindío Armenia        | 18    | 6  | 4   | 8   | 22  | 20   | 25    |
| 14  | Envigado               | 18    | 5  | 6   | 7   | 21  | 15   | 18    |
| 15  | Once Caldas            | 18    | 6  | 1   | 11  | 19  | 19   | 27    |
| 16  | Patriotas Tunja        | 18    | 4  | 5   | 9   | 17  | 17   | 28    |
| 17  | Real Cartagena         | 18    | 3  | 3   | 12  | 12  | 13   | 34    |
| 18  | Atlético Huila         | 18    | 2  | 6   | 10  | 12  | 12   | 31    |

## Finalización Cuadrangulares

### Grupa A

#### Kolejka 1
| Data              | Mecz                                 |
| ----------------- | ------------------------------------ |
| 18 listopada 2012 | Atlético Junior - Millonarios FC 2:1 |
| 18 listopada 2012 | Tolima Ibagué - Deportivo Pasto 3:0  |

#### Kolejka 2
| Data              | Mecz                                  |
| ----------------- | ------------------------------------- |
| 21 listopada 2012 | Deportivo Pasto - Atlético Junior 1:0 |
| 21 listopada 2012 | Millonarios FC - Tolima Ibagué 3:0    |

#### Kolejka 3
| Data              | Mecz                                 |
| ----------------- | ------------------------------------ |
| 25 listopada 2012 | Deportivo Pasto - Millonarios FC 3:1 |
| 25 listopada 2012 | Tolima Ibagué - Atlético Junior 0:1  |

#### Kolejka 4
| Data           | Mecz                                 |
| -------------- | ------------------------------------ |
| 2 grudnia 2012 | Atlético Junior - Tolima Ibagué 1:1  |
| 2 grudnia 2012 | Millonarios FC - Deportivo Pasto 1:0 |

#### Kolejka 5
| Data           | Mecz                                  |
| -------------- | ------------------------------------- |
| 5 grudnia 2012 | Tolima Ibagué - Millonarios FC 1:2    |
| 5 grudnia 2012 | Atlético Junior - Deportivo Pasto 1:3 |

#### Kolejka 6
| Data           | Mecz                                 |
| -------------- | ------------------------------------ |
| 9 grudnia 2012 | Millonarios FC - Atlético Junior 0:0 |
| 9 grudnia 2012 | Deportivo Pasto - Tolima Ibagué 1:1  |

#### Tabela grupy A
| Poz | Klub            | Mecze | Zw | Rem | Por | Pkt | BrZd | BrStr |
| --- | --------------- | ----- | -- | --- | --- | --- | ---- | ----- |
| 1   | Millonarios FC  | 6     | 3  | 1   | 2   | 10  | 8    | 6     |
| 2   | Deportivo Pasto | 6     | 3  | 1   | 2   | 10  | 8    | 7     |
| 3   | Atlético Junior | 6     | 2  | 2   | 2   | 8   | 5    | 6     |
| 4   | Tolima Ibagué   | 6     | 1  | 2   | 3   | 5   | 6    | 8     |

### Grupa B

#### Kolejka 1
| Data              | Mecz                                         |
| ----------------- | -------------------------------------------- |
| 17 listopada 2012 | La Equidad Bogotá - Atlético Nacional 0:2    |
| 17 listopada 2012 | Independiente Medellín - Itagüí Ditaires 0:0 |

#### Kolejka 2
| Data              | Mecz                                           |
| ----------------- | ---------------------------------------------- |
| 21 listopada 2012 | Itagüí Ditaires - La Equidad Bogotá 0:1        |
| 21 listopada 2012 | Atlético Nacional - Independiente Medellín 0:1 |

#### Kolejka 3
| Data              | Mecz                                           |
| ----------------- | ---------------------------------------------- |
| 24 listopada 2012 | Itagüí Ditaires - Atlético Nacional 2:0        |
| 24 listopada 2012 | La Equidad Bogotá - Independiente Medellín 3:0 |

#### Kolejka 4
| Data           | Mecz                                           |
| -------------- | ---------------------------------------------- |
| 2 grudnia 2012 | Independiente Medellín - La Equidad Bogotá 1:0 |
| 2 grudnia 2012 | Atlético Nacional - Itagüí Ditaires 1:0        |

#### Kolejka 5
| Data           | Mecz                                           |
| -------------- | ---------------------------------------------- |
| 6 grudnia 2012 | La Equidad Bogotá - Itagüí Ditaires 1:2        |
| 6 grudnia 2012 | Independiente Medellín - Atlético Nacional 1:1 |

#### Kolejka 6
| Data           | Mecz                                         |
| -------------- | -------------------------------------------- |
| 9 grudnia 2012 | Atlético Nacional - La Equidad Bogotá 2:0    |
| 9 grudnia 2012 | Itagüí Ditaires - Independiente Medellín 0:1 |

#### Tabela grupy B
| Poz | Klub                   | Mecze | Zw | Rem | Por | Pkt | BrZd | BrStr |
| --- | ---------------------- | ----- | -- | --- | --- | --- | ---- | ----- |
| 1   | Independiente Medellín | 6     | 3  | 2   | 1   | 11  | 4    | 4     |
| 2   | Atlético Nacional      | 6     | 3  | 1   | 2   | 10  | 6    | 4     |
| 3   | Itagüí Ditaires        | 6     | 2  | 1   | 3   | 7   | 4    | 4     |
| 4   | La Equidad Bogotá      | 6     | 2  | 0   | 4   | 6   | 5    | 7     |

## Finalización Finalisima
| Independiente Medellín - Millonarios FC 0:0 i 1:1, karne 4:5 |
| 12 grudnia 2012 Independiente Medellín - Millonarios FC 0:0 Sędzia: Juan Pontón Corporación Deportiva Independiente Medellín (trener Hernán Darío Gómez): Leandro Castellanos - Daniel Bocanegra, Diego Armando Herner, Luis Tipton, Jefferson Mena - Jhon Viáfara (k), Sebastián Hernández (79 Andrés Correa), Felipe Pardo, Amílcar Henríquez - William Zapata (68 Julián Guillermo), Andrés Javier Mosquera Club Deportivo Los Millonarios (trener Hernán Torres): Luis Enrique Delgado - Ignacio Ithurralde, Jarol Martínez, Román Torres, Leonard Vásquez - Rafael Robayo, Mayer Candelo (k, 88 Jorge Perlaza), Wilberto Cosme, Yhonny Ramírez, Harrison Otálvaro (84 José Luis Tancredi) - Wason Rentería (76 Omar Vásquez) |
| 16 grudnia 2012 Millonarios FC - Independiente Medellín 1:1 (1:0), karne 5:4 Sędzia: Luis Sánchez Bramki: 1:0 Wilberto Cosme 44, 1:1 William Zapata 51 Karne: 1:0 Wason Rentería, 1:1 Sebastián Hernández, 2:1 Pedro Camilo Franco, 2:1 Diego Armando Herner (nad bramką), 3:1 Juan Esteban Ortiz, 3:2 Amílcar Henríquez, 3:2 Omar Vásquez (obronił Leandro Castellanos), 3:3 Julián Guillermo, 4:2 Harrison Otálvaro, 4:4 Jorge Enrique Arias, 5:4 Luis Enrique Delgado, 5:4 Andrés Correa (obronił Luis Enrique Delgado) Club Deportivo Los Millonarios (trener Hernán Torres): Luis Enrique Delgado - Pedro Franco, Jarol Martínez, Román Torres, Lewis Ochoa - Rafael Robayo (70 Jorge Perlaza), Mayer Candelo (k, 80 Omar Vásquez), Yhonny Ramírez (50 Juan Esteban Ortiz), Harrison Otálvaro - Wilberto Cosme, Wason Rentería Corporación Deportiva Independiente Medellín (trener Hernán Darío Gómez): Leandro Castellanos - Daniel Bocanegra (90 Andrés Felipe Ortiz), Diego Armando Herner, Luis Tipton (68 Andrés Correa), Jefferson Mena, Jorge Enrique Arias - Julián Guillermo, Sebastián Hernández, Amílcar Henríquez (k) - Felipe Pardo, William Zapata (85 Andrés Javier Mosquera) |

Mistrzem Kolumbii turnieju Finalización został klub Millonarios FC, natomiast wicemistrzem - klub Independiente Medellín.

## Reclasificación 2012
Klasyfikacja całego sezonu ligi kolumbijskiej - łączny dorobek klubów w turniejach Apertura i Finalización.
| Poz | Klub                   | Mecze | Zw | Rem | Por | Pkt | BrZd | BrStr |
| --- | ---------------------- | ----- | -- | --- | --- | --- | ---- | ----- |
| 1   | Tolima Ibagué          | 48    | 22 | 14  | 12  | 80  | 66   | 49    |
| 2   | La Equidad Bogotá      | 48    | 20 | 15  | 13  | 75  | 60   | 49    |
| 3   | Deportivo Pasto        | 50    | 19 | 17  | 14  | 74  | 62   | 53    |
| 4   | Itagüí Ditaires        | 48    | 19 | 15  | 14  | 72  | 56   | 41    |
| 5   | Independiente Santa Fe | 44    | 18 | 16  | 10  | 70  | 59   | 48    |
| 6   | Millonarios FC         | 44    | 18 | 15  | 11  | 69  | 56   | 39    |
| 7   | Atlético Junior        | 42    | 17 | 14  | 11  | 65  | 60   | 45    |
| 8   | Atlético Nacional      | 42    | 16 | 14  | 12  | 62  | 56   | 38    |
| 9   | Deportivo Cali         | 42    | 16 | 12  | 14  | 60  | 48   | 44    |
| 10  | Boyacá Chicó Tunja     | 42    | 14 | 14  | 14  | 56  | 52   | 53    |
| 11  | Independiente Medellín | 44    | 14 | 14  | 16  | 56  | 45   | 47    |
| 12  | Envigado               | 36    | 10 | 14  | 12  | 44  | 38   | 42    |
| 13  | Patriotas Tunja        | 36    | 11 | 11  | 14  | 44  | 30   | 45    |
| 14  | Atlético Huila         | 42    | 10 | 12  | 20  | 42  | 37   | 56    |
| 15  | Quindío Armenia        | 36    | 9  | 13  | 14  | 40  | 40   | 54    |
| 16  | Cúcuta                 | 36    | 9  | 8   | 19  | 35  | 34   | 57    |
| 17  | Once Caldas            | 36    | 8  | 9   | 19  | 33  | 41   | 53    |
| 18  | Real Cartagena         | 36    | 7  | 11  | 18  | 32  | 37   | 64    |

## Spadek do II ligi
Bezpośrednio do II ligi spadł klub Real Cartagena, natomiast klub Cúcuta musiał rozegrać mecze barażowe z wicemistrzem II ligi.
| Data            | Mecz                      |
| --------------- | ------------------------- |
| 7 grudnia 2012  | América Cali - Cúcuta 1:4 |
| 12 grudnia 2012 | Cúcuta - América Cali 1:2 |

Klub Cúcuta utrzymał się w pierwszej lidze kolumbijskiej.
Do I ligi awansował mistrz II ligi Alianza Petrolera Barrancabermeja.